# Simunek Béla
Simunek Béla (Esztergom, 1898. február 23. – 1964. május 27.) igazgató-tanító.

## Életpályája

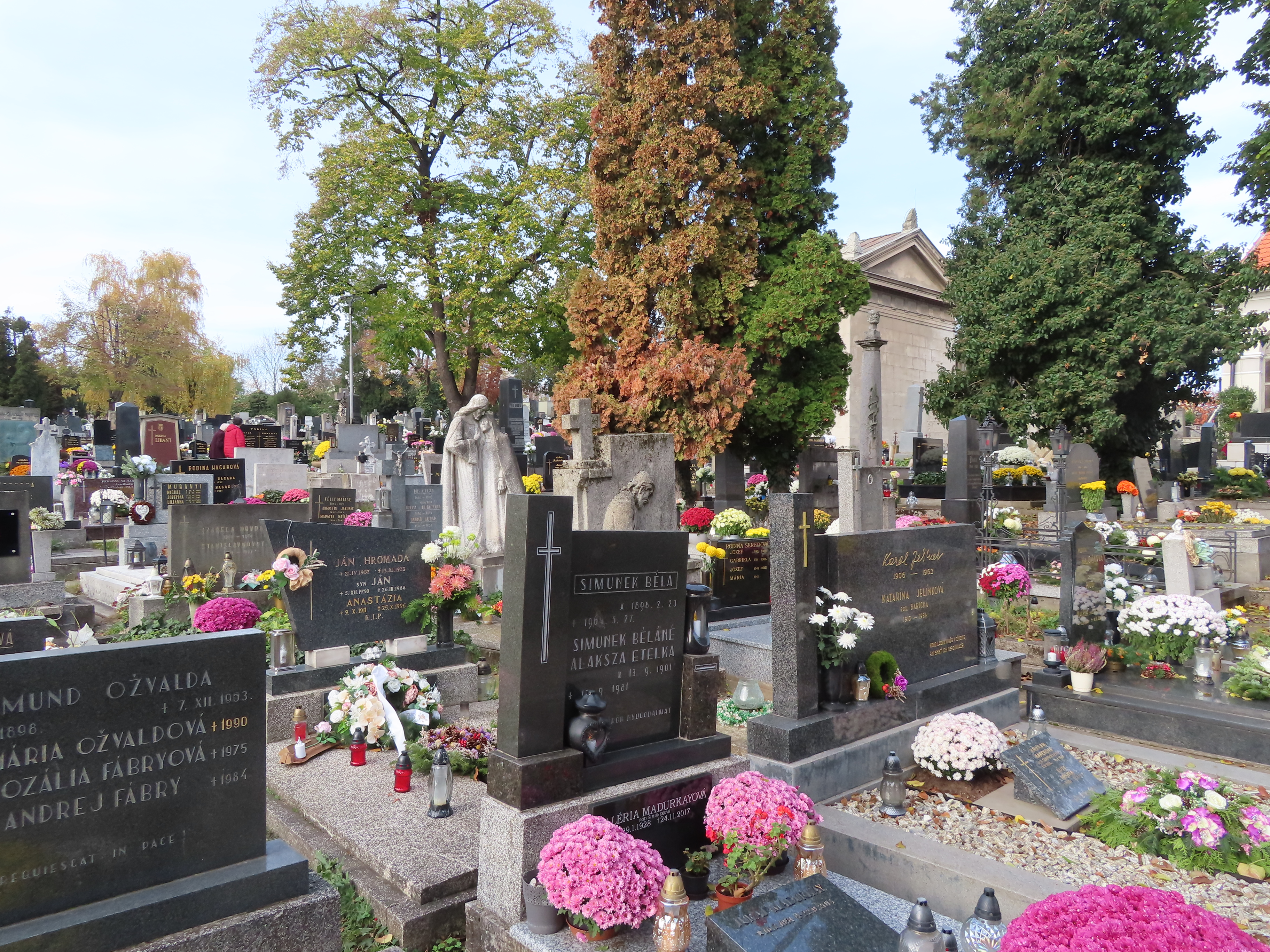
Simunek Béla és Alaksza Etel sírja (Nyitra)

Középiskoláit Galgócon és Nyitrán az állami polgári fiúiskolában végezte. Ekkor Alsójattón élt.
Az első világháborúban 1916-tól az összeomlásig a 31. gyalogezred kötelékében az orosz harctéren szolgált, hadirokkant lett és mint egy éves önkéntes tizedes szerelt le. A tanítóképzőt Stubnyafürdőn végezte, ahol 1918-ban szerzett oklevelet. Előbb 1918-tól mint osztálytanító Tornócon tanított, majd 1925-1938 között Vághosszúfaluban volt igazgatótanító, énekkarvezető, könyvtáros. 1939 elejétől Nagyhinden lett igazgató- és kántortanító.
A második világháború után valószínűleg Nagycétényben működött mint kántor és a helyi EFSz könyvelője.
A csehszlovák államfordulat után is kitartott magyarsága mellett, szlovákul sem akart tanítani, ami miatt kellemetlensége és egy ízben fegyelmi büntetése is volt. Nyitrán nyugszik.
Felesége Alaksza Etelka (1901-1981) tanítónő, kultúraszervező, a nagyhindi gyöngyösbokrétás csoport vezetője volt. Gyermekeik Jenő, László és Valéria (Madurkayné; 1928-2017).

## Elismerései
- A Szlovenszkói Katolikus Ifjúsági Egyesület elismerő oklevéllel tüntette ki.